# Кордуенское царство
Кордуе́нское ца́рство (пехл. Kardun, арм. Կորճայք), также Кордуе́на и Бет-Ка́рду — античное ираноязычное государство в Верхней Месопотамии. Кордуена была независимой c 189 по 90 года до н. э., долгое время являлось спорной территорией между Парфией, Римом и Великой Арменией, с 60 года до н. э. — в составе Римской империи.

## Этимология
В сирийских источниках Кордуена упоминается как «Бет-Карду» и описывается как небольшое вассальное государство между Арменией и Парфянской империей в горной местности к югу от озера Ван в современной Турции. Согласно Страбону, гордеи получили свое название от Гордиса, сына Триптолема, который помогал в поисках Ио, а затем поселился в районе Гордеи во Фригии.
В 1897 году Ф. Андреас выдвинул теорию, что в области Корчайк в древности жили куртии и производит название местности от их имени (благодаря трансформации курти—>корти—>корчи; korchayk или korchek, по арм. — корчейцы, т.е. куртии). Эту теорию поддержал в 1877 году К. Патканов, считавший Корчайк родовой областью курдов и Н. Адонц. Г. Хьюбшман и поддержавший его Р. Хьюсен считают версию Ф. Андреаса о происхождении названия области от «Курд-айк» маловероятной. Согласно иранисту Гарнику Асатряну, название области восходит к наименованию воинственного народа куртиев (kyrtii), которые населяли провинцию Корчайк исторической Армении.
Кордрик находился в области Корчайк, на юге от которой лежала Ассирия, на севере — Армения, а на востоке — Мокк. Древнее название Кордрика было Томорик (Томирик). Также историки указывали на местность под названием «Тимар», отделявшую округ Бергри и Махмудиэ (Хошаб) и граничившую с Эрджишем в северо–восточной части Ванского озера.
Первоначально курды на исторической арене появляются под этнонимом «мад», «мар». Тморик находился к востоку от горы Джуди. Этноним «Тморик» буквально переводится как «марская» в смысле «земля маров». Марами (т.е. мидянами), армяне называют курдов до XIX века. Впоследствии, тморик свое новое название «Кордрик» — «Кордуена (Гордиена)» получила благодаря кардухам во время отступления 10-тысячного отряда греческих наемников, которое описал в своем труде под названием «Анабасис» участник похода Ксенофонт в 441 г. до н. э.

По словам русского ученого О. В. Вильчевского:
«…говорившие на одном из местных языков и населявшие горную область, известную затем под названием Гордиены (у Страбона) или Кордик (у армянских авторов); этот этнический термин рядом ученых обычно сближается с названием нынешних курдов, а сами кардухи считаются предками курдов».

## История
Кордуенское царство возникло как независимое из-за упадка государства Селевкидов и входило в состав Римской империи на протяжении большей части своей истории.  

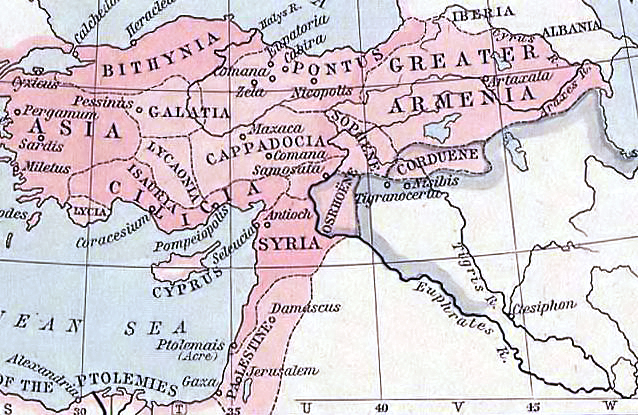
Кордуенское царство в 60 г. до н. э.

В армянских источниках называлась «Кордук». В этих записях, в отличие от греческих, жители Кордука описывались как люди, которые были верны армянскому правлению, а правители царства представлены как представители армянской знати. Бдешх Кордуены служил советником армянского царя и помогал защищать южные границы Армении. Кроме того, возможно, что в Кордуке было раннее присутствие Армянской апостольской церкви.
Кордуена традиционно отождествляется с местом высадки в мифологии о Всемирном потопе. В таргумиме место высадки Ноя после потопа обозначено как «Кадрон» или «Карду». Джейкоб Нойзнер идентифицирует местонахождение таргумима с Кордуеной. Согласно Аггадахе, Ной приземлился в Кордуене. В начале 3-го века до н. э. писатель Бероссус также придерживался такого же мнения. Джосефус привел свидетельство Беросса в качестве доказательства того, что Всемирный потоп не был мифом, а также упомянул, что остатки ковчега все еще были видны в районе Каррон идентично Кордуене. В Нашиме, третьем ордене Талмуда, рав Нахман бар Джейкоб разрешил обращение в свою веру курдов из Кордуены.
И Фраат III, и Тигран Великий претендовали на эту землю. Однако он был завоеван римскими войсками под командованием Помпея. Местное население (называемое кордиенами) не защищало армянское владычество, так как, согласно Плутарху, Тигран разрушил их родные города и вынудил их бежать в Тигранакерт. В 69 году до н. э, Зарбиенус (царь Кордуены), тайно планировал восстание против Тиграна. Он вел переговоры с Аппиусом Клаидиусом о римской помощи. Однако план был раскрыт, и он был убит Тиграном. После этого Лукулл воздвиг памятник Зарбиенусу, а затем захватил Кордуену. Он принял участие в похоронах Зарбиенуса, предложил царские одежды, золото и трофеи (взятые у Тиграна) и назвал его своим товарищем и союзником римлян.
После успеха Помпея в покорении Армении и части Понта, а также римского наступления через Евфрат, Фраат стремился заключить перемирие с римлянами. Однако Помпей презирал его и требовал вернуть территорию Кордуены. Он отправил послов, но, не получив ответа, послал Афраниуса на территорию и занял ее без боя. Парфяне, которые были найдены во владении, были изгнаны за границу и преследовались даже до Хаулера в Адиабене. Согласно надписи, посвященной храму Венеры, Помпей защищал вновь приобретенную территорию Кордуены.
Тигран сохранил Кордуену и Нисибис, которые Помпей отнял у парфян. Кордуена принадлежала Армении около 250 лет. 
«В то время как парфянская династия была ослаблена династическими распрями, Тигран расширил свою власть, аннексировав Софену и подчинив Кордуену своему князю»
Весной 360 года Шапур II организовал кампанию по захвату города Сингара (современный Шенгал, находящийся к северо-западу от Мосула, Южный Курдистан). Город пал после нескольких дней осады. Из Сингары Шапур направил свой марш почти на север и, оставив Нисибис без охраны слева от себя, приступил к нападению на сильный форт, безразлично известный как Пинака (Фениха) или Безабде. Это была позиция на восточном берегу Тигра, недалеко от того места, где эта река выходит из гор и выходит на равнину; хотя и не на этом месте, ее можно считать представителем современного Джизре (юго-востоке современной Турции, Северный Курдистан), который командует перевалами из низменности в курдские горы. Он очень ценился Римом, был укреплен местами двойной стеной и охранялся тремя легионами и большим отрядом курдских лучников. Шапур послал знамя перемирия, чтобы потребовать капитуляции, присоединившись к гонцам некоторых высокопоставленных пленных, взятых в Сингаре, чтобы враг не открыл огонь по его посланцам. Операция удалась, но гарнизон оказался стойким и решительным сопротивляться до последнего.
В 363 году был подписан договор, по которому Иовиан уступил Сасанидам пять провинций за Евфратом, включая Кордуена и Арзанена, а также города Нисибис и Сингара. После этого договора греки, жившие в этих землях, эмигрировали из-за преследований христиан со стороны Шапура и зороастрийцев.
Королевство было епископским престолом по крайней мере с 424 года н. э.

### Принадлежность
Принадлежность в разные годы:
- В составе Персии (595–331 гг. до н. э.);
- В составе империи Александра Македонского (331–301 гг. до н. э.);
- В составе государства Селевкидов (301–189 гг. до н. э.);
- Независимое царство (189–90 гг. до н. э.);
- В составе Армении (90–66 гг.  до н. э.);
- В составе Римской империи (60 г. до н.э.–37 г. н. э.);
- В составе Парфянской империи (37–47 г. н. э.);
- В составе Римской империи (47–252 г. н. э.);
- В составе Сасанидской империи (252–287 г. н. э.);
- В составе Римской империи (287–384 г. н. э.);
- В составе Армении (384–428 гг. н. э.);
- В составе Сасанидской империи (428–653 г. н. э.).

## География

Замок Пинака (Финика), к северо-западу от Джизре
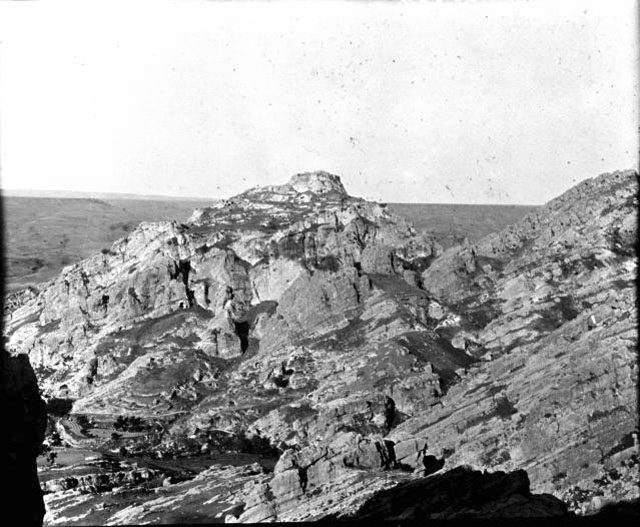
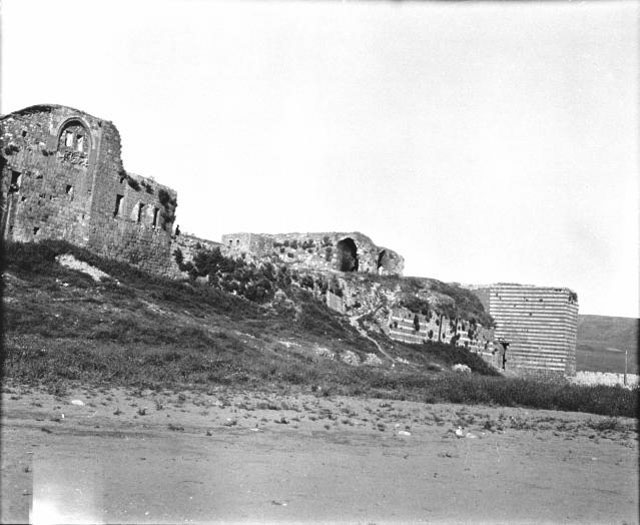
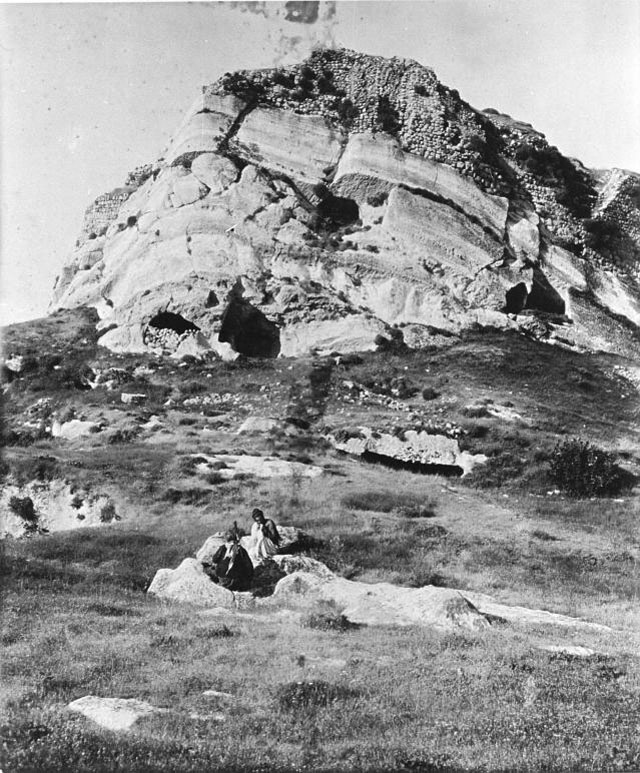

Согласно греческому историку и географу Страбону, регион Кордуена (Кордейские горы) был расположен в горах между Диярбакыром и Мушем. Он записал его основные города как Сарейса, Саталка и Пинака (к северо-западу от Безабде). По его словам, жители имели репутацию мастеров-строителей и экспертов в строительстве, и по этой причине Тигран использовал их в таких работах; он также отмечает страну за ее запасы нафты. Аммиан Марцеллин посетил этот регион во время дипломатического визита эретрийцев (изгнанные и депортированные персами в Месопотамию, поселившиеся в районе Кордиены).
Согласно Британской энциклопедии 1911 года, Кордуена — древнее название региона Бохтан (ныне провинция Ширнак, Северный Курдистан).

### Административно-территориальное деление
В царствование в Армении Аршакидов Бет-Карду был разделен на 11 гаваров (округов) и управлялась особым военачальником (бдешхом):
1. Кордук;
2. Кордик Неркин;
3. Кордик Верин;
4. Кордик Миджин;
5. Тшаук;
6. Айтванк;
7. Ворсиранк (или Орсиранк);
8. Айгарк;
9. Мотоланк;
10. Картуник;
11. Албаг.

## Население
Население состояло из кардухов (корди, кордиени, корду), которые по многим источникам являются предками современных курдов. Царство было документировано как плодородный горный район, богатый пастбищами. Известно, что жители поклонялись хурритскому богу неба Тешубу. Племена кардухов были известны как воинственные и неукротимые горцы, не подчиняющиеся персидскому царю и постоянно устраивающие набеги на соседей-армян. Они также упоминаются в 520 году до н.э. в трудах древнегреческого историка Гекатея Милетского, как группа племен, именуемых вместе «корди».
«В 401 году до нашей эры кардухи населяли горы, находящиеся к северу от реки Тигр и жили в хорошо обеспеченных деревнях. Они были врагами персидского царя, как и греческие наемники Ксенофонта, но их реакция на тысячи вооруженных и отчаявшихся незнакомцев была враждебной. У них не было тяжелых войск, которые могли бы противостоять закаленным в боях гоплитам, но они использовали длинные луки и пращи по сути, и для греков «семь дней, проведенных в путешествии по стране Кордуена, были одной долгой непрерывной битвой, которая стоила им больше страданий, чем все их беды от рук царя (Персии) и Тиссаферна вместе взяты».
Согласно многим источникам, современные курды — и есть потомки жителей Кордуены, а сама область является древним лексическим эквивалентом слова Курдистан (Кордэстан).
Еврейские источники прослеживают происхождение народа Кордуены до брака джиннов царя Соломона с 500 красивыми еврейскими женщинами.
При описании племени кадусиев Майкл Морони собрал следующие сведения: в конце Парфянского периода этот немногочисленный ираноязычный народ жил в горах Синджара, в пятом веке они были еще язычниками, в начале шестого века враждовали с арабами, во время правления Кавада (Qubad) атаковали город Нисибии, а в 578 году в армии сасанидов были кадишайе-христиане. А также в Месопотамии Митридатом было организовано три вассальных княжества. Адиабена и Гордуэна (племена кадухи, или кадусии) стали самостоятельны в момент общего ослабления власти Селевкидов.

### Язык
Предполагается, что кардухи (курды), жившие недалеко от границ Ассирии и Мидии, в современном Курдистане, говорили на древнеиранском языке. Также вероятно, что в начале нашей эры началось формирование курдского языка.
Согласно автору начала VIII века Степаносу Сюнеци, в области Корчайк присутствовал также диалект армянского языка.

## Список правителей

### Хамураби
Правитель королевства Кордуена, правящий до Зарбиенуса.

### Зарбиенус
В ранней середине 1-го века до н. э. королем Кордуены был Зарбиенус.
Он сделал предложение Аппиусу Клаудиусу, когда он находился в Антиохии, желая сбросить иго Тиграна. Он был предан и убит вместе с женой и детьми ещё до того, как римляне вошли в Армению. Когда Лукуллус прибыл, он отпраздновал свои погребальные обряды с большой помпой, собственно ручно поджег погребальную кучу и приказал воздвигнуть ему роскошный памятник.

### Манисарус
Период ок. 115 года н. э. Он взял под свой контроль части Армении и Месопотамии во времена Траяна. Парфянский царь Осрос объявил ему войну, в результате которой Манисарус перешёл на сторону римлян.

### Джовиниян
Также называемый Джон или же Жон. Засвидетельствован только в одной из армянских работ 5-го века. Возможно, что его имя было армянской транслитерацией римского имени Иовиниан.

### Ловинианус
Засвидетельствован в 359 году н. э. римским солдатом и историком Аммианом Марцеллином (умер между 391—400 годами).

## Карты

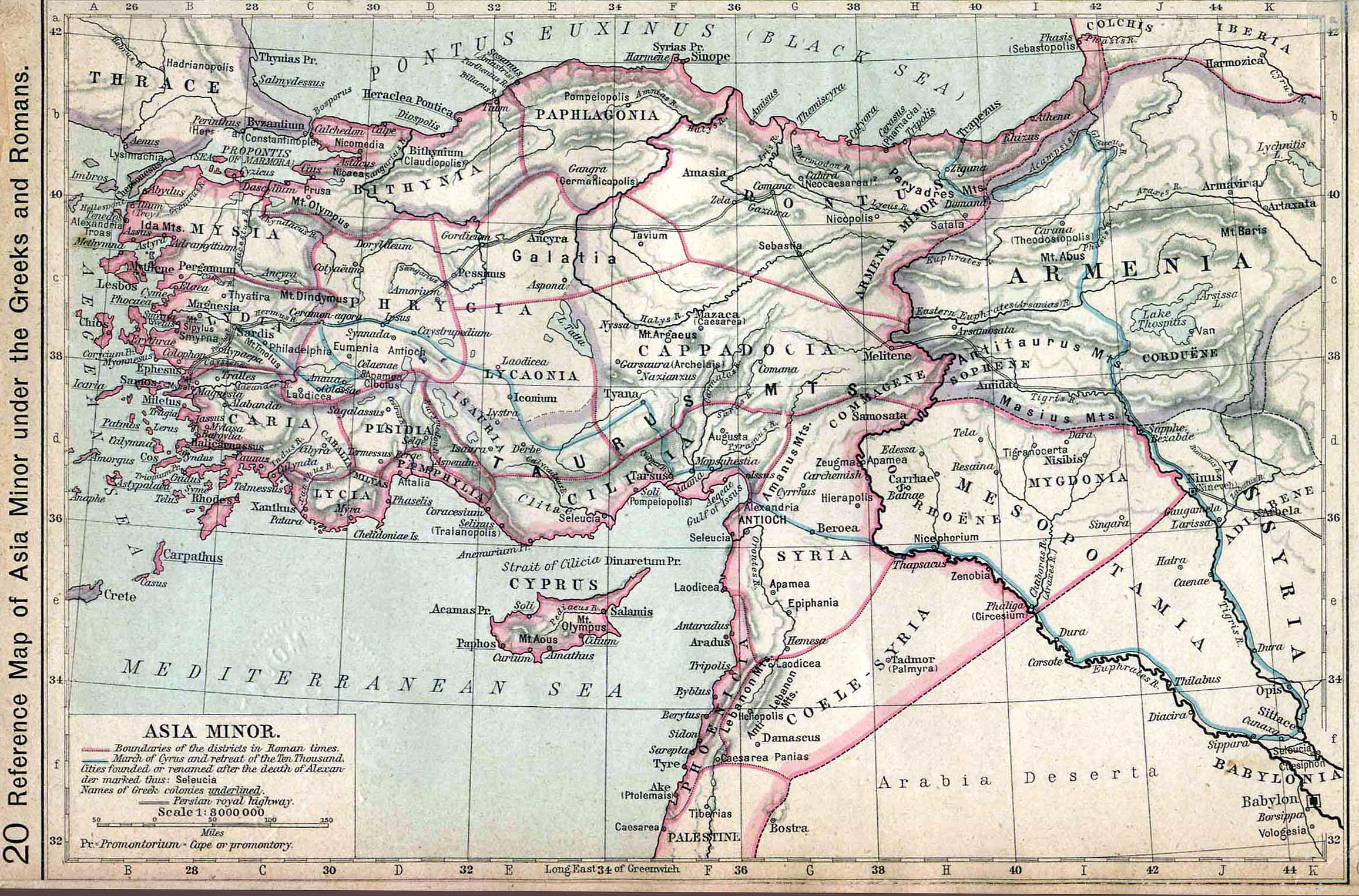
Синяя линия показывает отступление 10 тысяч в 401 году до н. э.
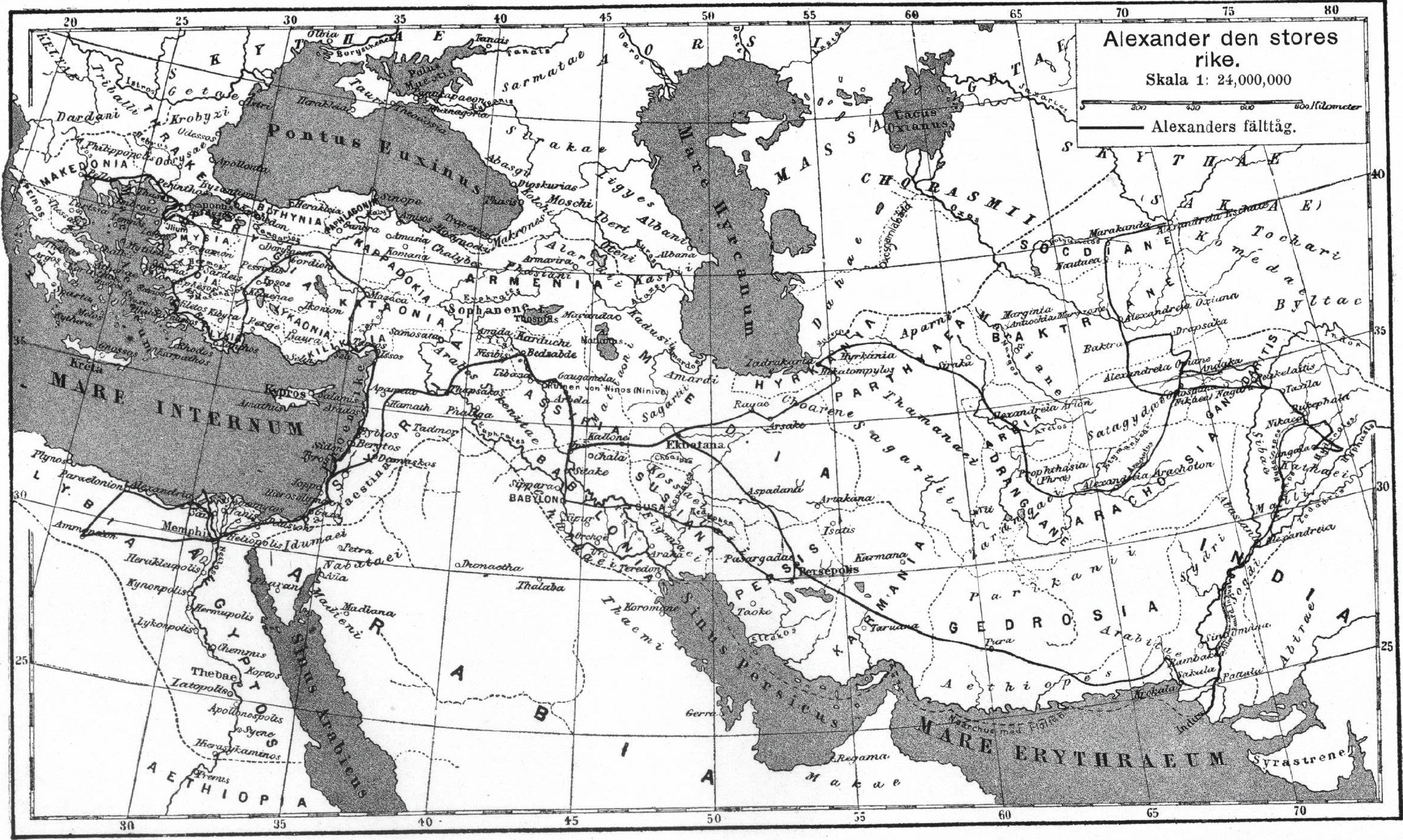
Кордуена в IV век до н. э.
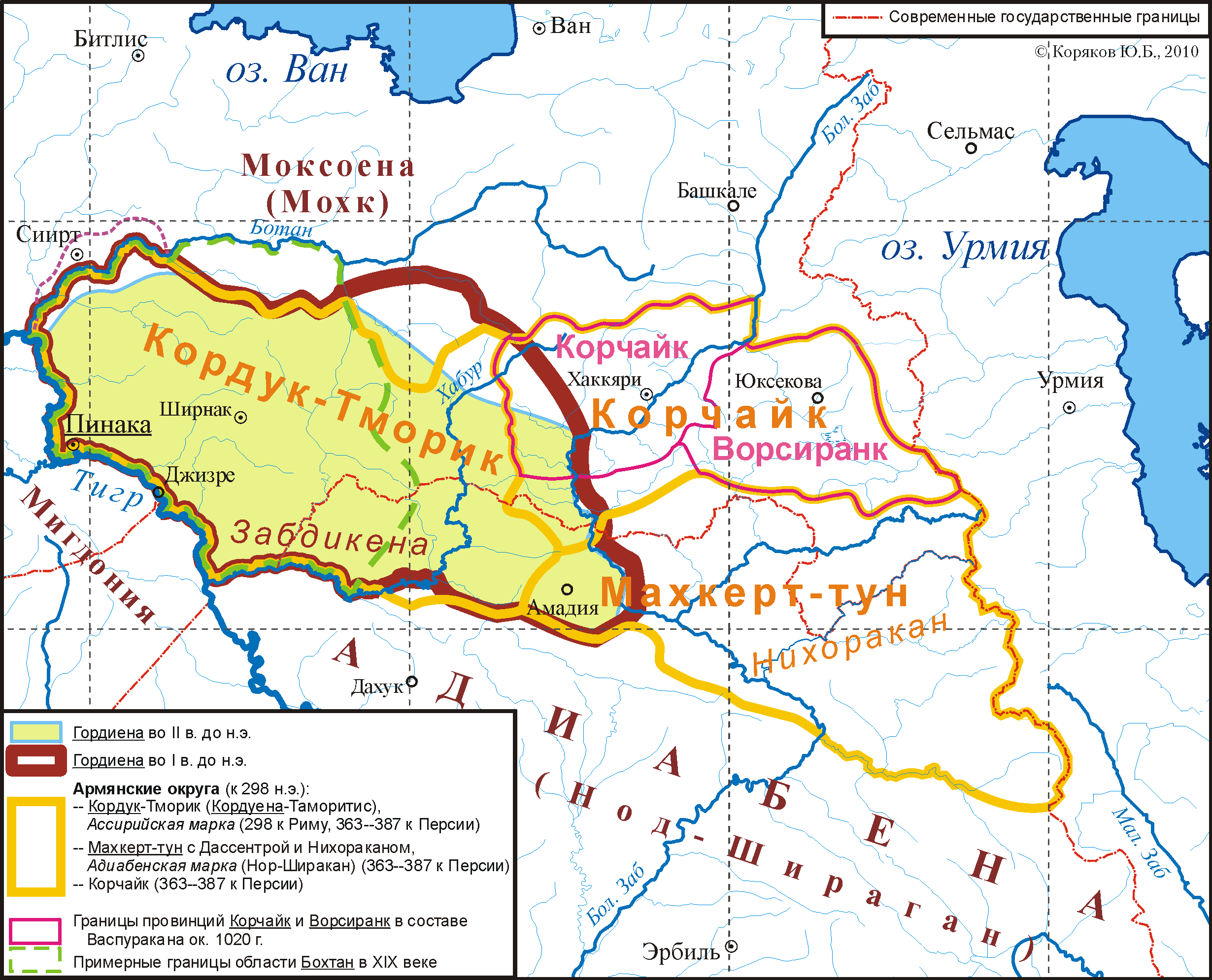
Кордуена во II (зелён.) и I (коричн.) вв. до н. э.
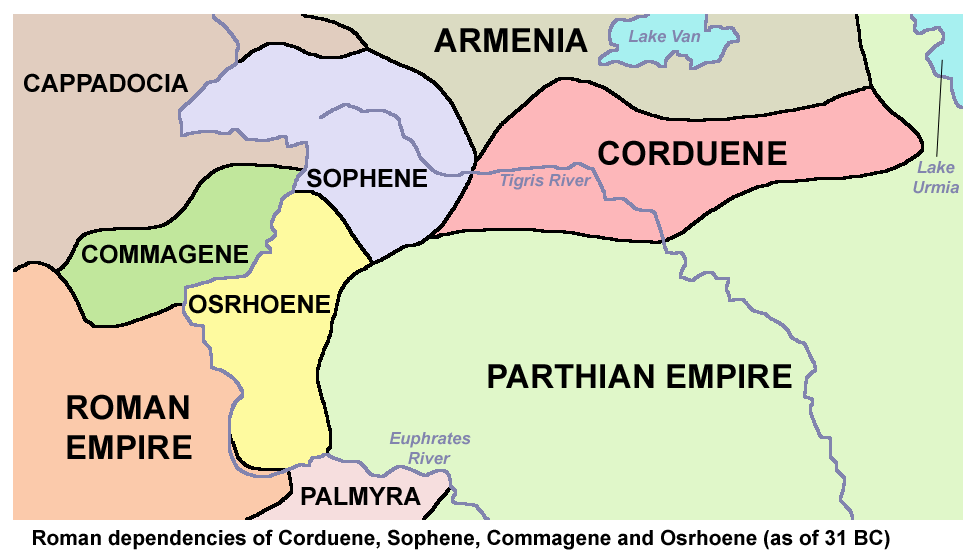
Кордуена в 31 г. до н. э. в составе Рима
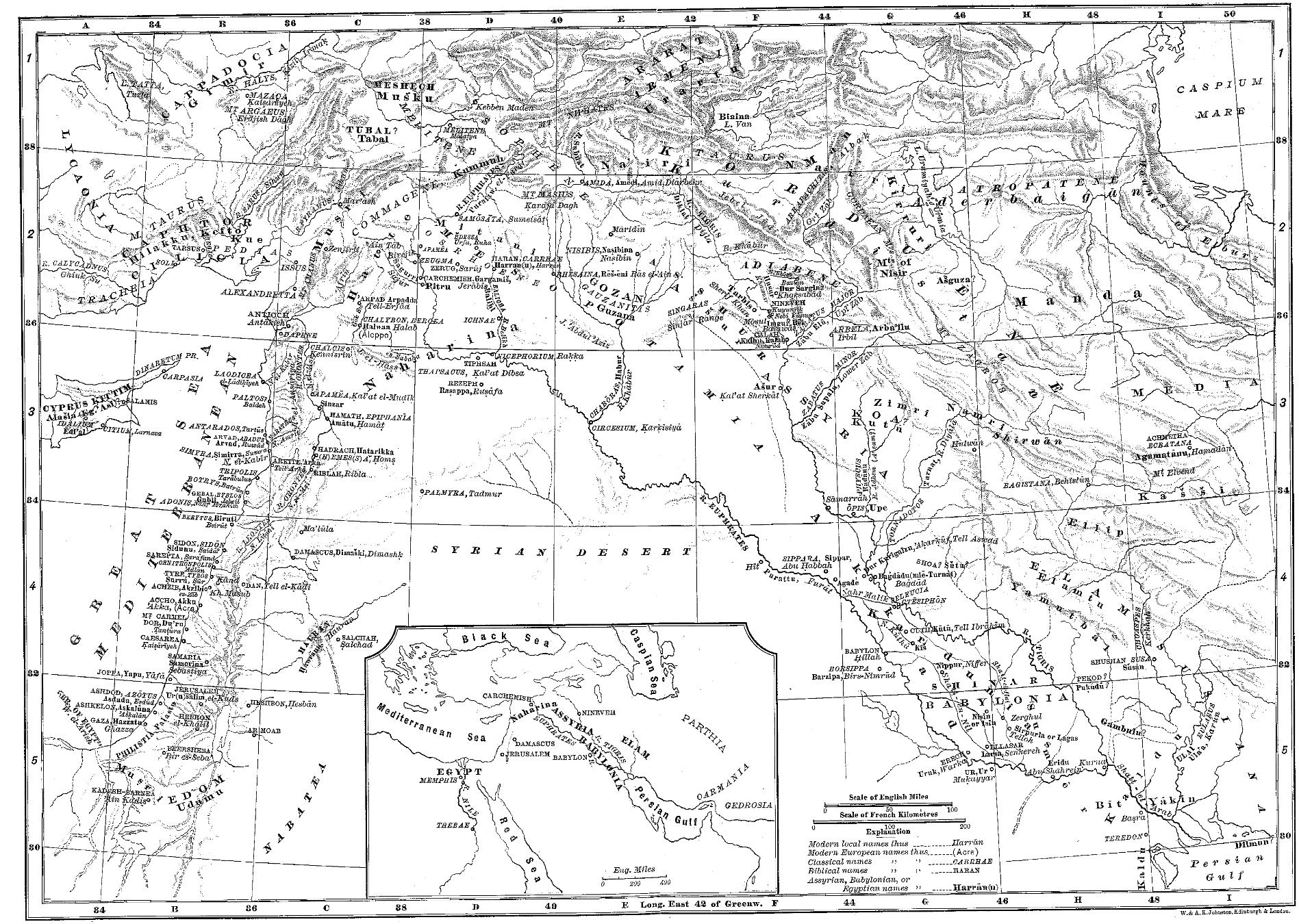
Кордуена в северной и северо-восточной Месопотамии
Кордуена — вассальное государство Армении